# Traité des quatre puissances

Traité des quatre puissances, photographie de la signature des différents plénipotentiaire.

Le traité des quatre puissances (四カ国条約, shikakoku jōyaku) est un traité signé par les États-Unis, la Grande-Bretagne, la France et le Japon lors de la Conférence navale de Washington le 13 décembre 1921. Il fait suite au traité Lansing-Ishii signé entre les États-Unis et le Japon.
Par le traité des quatre puissances, les parties s'accordent à maintenir le statu quo dans le Pacifique, à respecter les possessions territoriales dans le Pacifique des autres pays signataires de l'accord, à ne pas chercher de nouvelle expansion territoriale et à se consulter mutuellement dans le cas d'un différend sur les possessions territoriales. Cependant, le résultat principal du traité des quatre puissances est de mettre fin à l'Alliance anglo-japonaise de 1902.

## Source de la traduction
- (en) Cet article est partiellement ou en totalité issu de l’article de Wikipédia en anglais intitulé « Four-Power Treaty » (voir la liste des auteurs).